# Røldalstunnel
Der Røldalstunnel ist ein Verkehrstunnel in Norwegen. Der einröhrige Straßentunnel führt durch das Røldalsfjellet zwischen Hordadalen und Seljestadjuvet in der Kommune Ullensvang in der Provinz Vestland. Der Tunnel im Verlauf der Europastraße 134/Riksvei 13 ist 4657 m lang. Wie bei vielen norwegischen Straßentunneln gibt es bei bestimmten Witterungsbedingungen Schwierigkeiten mit beschlagenen Fahrzeugscheiben (Taupunkt).